# ヒーローインタビュー (テレビ番組)
『ヒーローインタビュー』（ヒーローインタビュー）は、2023年7月3日から東北放送（TBCテレビ）で放送されているローカル・スポーツ番組である。開始当初は毎週月曜日0時50分から放送されていたが、第13回より毎週日曜日0時28分からに変更された。また10月18日より毎週水曜日0時40分からは、第1回放送分より再放送が始まったが、2024年に入りいったん休止。5月13日より毎週火曜日1時00分からに変更して再開された。

## 概要
キャッチフレーズは「アスリートはみな 必ず誰かのヒーローである」。『スポッち!』に代わるスポーツ情報番組で、宮城県のプロスポーツチームである楽天イーグルス、ベガルタ仙台、仙台89ERSの選手を中心に毎週一人のアスリート＝“ヒーロー”にスポットを当て、“深夜ラジオ”のようなスポーツテレビ番組として、アナウンサーがゲストに質問をする形式でインタビューを行う。

## 出演者

### 司会
- 守屋周（東北放送アナウンサー）
- 熊谷望那（東北放送アナウンサー）(2023年7月～2024年7月)
- 塩入未央（東北放送アナウンサー）(2024年8月～)

## 放送日程
| 回      | 放送日         | ゲスト                                      | 所属等                                                      | 再放送日          |
| ------- | -------------- | ------------------------------------------- | ----------------------------------------------------------- | ----------------- |
| 第1回   | 2023年 7月3日  | 荘司康誠                                    | 東北楽天ゴールデンイーグルス                                | 10月18日          |
| 第2回   | 7月10日        | 遠藤康                                      | ベガルタ仙台                                                | 10月25日          |
| 第3回   | 7月17日        | 亀山耕平 宮澤ひなた                         | 体操元東京五輪代表 マイナビ仙台レディース                   | 11月1日           |
| 第4回   | 7月24日        | 渡辺翔太                                    | 仙台89ers                                                   |                   |
| 第5回   | 7月31日        | 渡邉楓（KAEDIE）                            | ブレイキン                                                  | 11月8日           |
| 第6回   | 8月7日         | 岸孝之                                      | 東北楽天ゴールデンイーグルス                                | 11月15日          |
| 第7回   | 8月14日        | 中島依美                                    | マイナビ仙台レディース                                      | 11月22日          |
| 第8回   | 9月4日         | 梁勇基                                      | ベガルタ仙台                                                | 11月29日          |
| 第9回   | 9月11日        | 銀次                                        | 東北楽天ゴールデンイーグルス                                | 12月6日           |
| 第10回  | 9月18日        | DASH・チサコ                                | センダイガールズプロレスリング                              | 12月13日          |
| 第11回  | 9月25日        | 渡辺翔太                                    | 東北楽天ゴールデンイーグルス                                | 12月20日          |
| 第12回  | 10月2日        | 青木保憲                                    | 仙台89ers                                                   |                   |
| 第13回  | 10月8日        | 則本昂大                                    | 東北楽天ゴールデンイーグルス                                | 12月27日          |
| 第14回  | 10月15日       | 長澤和輝                                    | ベガルタ仙台                                                |                   |
| 第15回  | 10月22日       | 辻本倫太郎                                  | 仙台大学硬式野球部                                          |                   |
| 第16回  | 10月29日       | 村林一輝                                    | 東北楽天ゴールデンイーグルス                                |                   |
| 第17回  | 11月5日        | 原大智                                      | 競輪選手、元フリースタイルスキーモーグル                    |                   |
| 第18回  | 11月12日       | 今江敏晃                                    | 東北楽天ゴールデンイーグルス監督                            |                   |
| 第19回  | 11月19日       | 今江敏晃                                    | 東北楽天ゴールデンイーグルス監督                            |                   |
| 第20回  | 10月26日       | 郷家友太                                    | ベガルタ仙台                                                |                   |
| 第21回  | 12月3日        | 山田脩也                                    | 仙台育英学園高等学校硬式野球部                              | 1月3日            |
| 第22回  | 12月10日       | 小深田大翔                                  | 東北楽天ゴールデンイーグルス                                |                   |
| 第23回  | 12月17日       | 蜂須賀孝治                                  | ベガルタ仙台                                                |                   |
| 第24回  | 12月24日       | 清野喜幹                                    | 宮城県柴田高等学校ウエイトリフティング部、 プロスノーボード |                   |
| 総集編  | 12月30日       | 則本昂大、岸孝之、銀次                      | 東北楽天ゴールデンイーグルス                                |                   |
| 総集編  | 2024年 1月6日  | 荘司康誠、渡辺翔太、 遠藤康                 | 東北楽天ゴールデンイーグルス、 ベガルタ仙台                 |                   |
| 第25回  | 1月14日        | 片岡大晴                                    | 仙台89ers                                                   |                   |
| 第26回  | 1月21日        | 銀次                                        | 東北楽天ゴールデンイーグルス・アンバサダー                  | 5月14日           |
| 第27回  | 1月28日        | 銀次                                        | 東北楽天ゴールデンイーグルス・アンバサダー                  | 5月21日           |
| 第28回  | 2月4日         | 古謝樹、松田啄磨、中島大輔                  | 東北楽天ゴールデンイーグルス・大卒ルーキー                  | 5月28日           |
| 第29回  | 2月11日        | 臼井康晴 今野龍太                           | 宮城県気仙沼高等学校フェンシング部 東京ヤクルトスワローズ   | 6月4日            |
| 第30回  | 2月18日        | 小畑裕馬                                    | ベガルタ仙台                                                | 6月11日           |
| 第31回  | 2月25日        | 早川隆久                                    | 東北楽天ゴールデンイーグルス                                | 6月18日           |
| 第32回  | 3月3日         | 岡島豪郎                                    | 東北楽天ゴールデンイーグルス                                |                   |
| 第33回  | 3月10日        | 井上卓                                      | ヴォスクオーレ仙台                                          | 6月25日           |
| 第34回  | 3月17日        | 遠藤ゆめ                                    | マイナビ仙台レディース                                      | 7月2日            |
| 第35回  | 3月24日        | 小嶺聡之                                    | フリースタイルフットボーラー                                | 7月9日            |
| 第36回  | 3月31日        | 相良竜之介                                  | ベガルタ仙台                                                | 7月16日           |
| 第37回  | 4月21日        | 内星龍                                      | 東北楽天ゴールデンイーグルス                                |                   |
| 第38回  | 4月28日        | 中島元彦                                    | ベガルタ仙台                                                | 7月23日           |
| 第39回  | 5月5日         | 我孫子美葵                                  | 古川学園高等学校、ボウリング                                | 7月28日           |
| 第40回  | 5月12日        | 阿部諒                                      | 仙台89ers                                                   |                   |
| 第41回  | 5月19日        | 小郷裕哉                                    | 東北楽天ゴールデンイーグルス                                | 7月30日           |
| 第42回  | 5月26日        | 林彰洋                                      | ベガルタ仙台                                                | 8月13日           |
| 第43回  | 6月2日         | 鈴木大地                                    | 東北楽天ゴールデンイーグルス                                | 8月20日           |
| 第44回  | 6月9日         | 熊田堅信                                    | ブラジリアン柔術                                            | 8月27日           |
| 第45回  | 6月16日        | 中山仁斗                                    | ベガルタ仙台                                                | 9月3日            |
| 第46回  | 6月23日        | 古謝樹                                      | 東北楽天ゴールデンイーグルス                                | 9月10日           |
| 第47回  | 6月30日        | 酒居知史                                    | 東北楽天ゴールデンイーグルス                                | 9月18日           |
| 第48回  | 7月7日         | 堀越啓太                                    | 東北福祉大学硬式野球部                                      | 9月17日           |
| 第49回  | 7月14日        | 藤井聖                                      | 東北楽天ゴールデンイーグルス                                | 9月24日           |
| 第50回  | 7月21日        | 小釜莉代                                    | パラトライアスロン                                          | 10月1日           |
| 第51回  | 8月4日         | 土屋拓人                                    | 聖和学園高等学校陸上競技部                                  | 10月8日           |
| 第52回  | 8月11日        | 太田光                                      | 東北楽天ゴールデンイーグルス                                | 9月28日           |
| 第53回  | 8月18日        | 松井蓮之                                    | ベガルタ仙台                                                | 10月15日          |
| 第54回  | 8月25日        | 則本昂大                                    | 東北楽天ゴールデンイーグルス                                | 9月29日           |
| 第55回  | 9月1日         | 佐竹彩音                                    | ビキニフィットネス                                          | 10月29日          |
| 第56回  | 9月8日         | 國武愛美                                    | マイナビ仙台レディース                                      | 11月5日           |
| 第57回  | 9月15日        | 鈴木翔天                                    | 東北楽天ゴールデンイーグルス                                | 11月12日          |
| 第58回  | 9月22日        | 赤間凛音                                    | 東北高等学校、スケートボーダー                              |                   |
| 第59回  | 9月29日        | 森山佳郎                                    | ベガルタ仙台監督                                            | 11月19日 12月28日 |
| 第60回  | 10月13日       | 張本智和、張本美和                          | 卓球                                                        |                   |
| 第61回  | 10月20日       | 藤平尚真                                    | 東北楽天ゴールデンイーグルス                                | 11月26日          |
| 第62回  | 10月27日       | 斎藤由希子                                  | パラ砲丸投げ                                                |                   |
| 第63回  | 11月3日        | 木下凛                                      | スケルトン                                                  | 12月3日           |
| 第64回  | 11月10日       | 麦谷祐介                                    | 富士大学硬式野球部                                          | 12月10日          |
| 第65回  | 11月17日       | 伊藤裕季也                                  | 東北楽天ゴールデンイーグルス                                | 12月17日          |
| 第66回  | 11月24日       | 玉手一輝                                    | 宮城県村田高等学校空手同好会                                | 12月24日          |
| 第67回  | 12月1日        | 佐々木美和                                  | マイナビ仙台レディース                                      | 1月7日            |
| 第68回  | 12月8日        | 三木肇                                      | 東北楽天ゴールデンイーグルス監督                            | 1月14日           |
| 第69回  | 12月15日       | 三木肇                                      | 東北楽天ゴールデンイーグルス監督                            | 1月21日           |
| 第70回  | 12月22日       | 郷家友太                                    | ベガルタ仙台                                                | 12月28日          |
| 第71回  | 2025年 1月12日 | 里村明衣子                                  | センダイガールズプロレスリング                              | 1月28日           |
| 第72回  | 1月19日        | 遠藤康                                      | 元ベガルタ仙台                                              | 2月4日            |
| 第73回  | 1月26日        | 宗山塁                                      | 東北楽天ゴールデンイーグルス                                | 2月11日           |
| 第74回  | 2月2日         | 木川海                                      | 宮城県佐沼高等学校ラグビー部                                | 2月25日           |
| 第75回  | 2月9日         | 鈴木音                                      | リガーレ仙台                                                | 3月4日            |
| 第76回  | 2月16日        | 佐々木琢磨                                  | デフ陸上競技                                                | 3月11日           |
| 第77回  | 2月23日        | 今野龍太                                    | 東北楽天ゴールデンイーグルス                                |                   |
| 第78回  | 3月2日         | 辰己涼介                                    | 東北楽天ゴールデンイーグルス                                |                   |
| 第79回  | 3月9日         | 茂木栄五郎                                  | 東京ヤクルトスワローズ                                      | 3月18日           |
| 第80回  | 3月16日        | 須賀暁                                      | トレイルランニング日本代表                                  | 3月25日           |
| 第81回  | 3月23日        | 工藤蒼生                                    | ベガルタ仙台                                                | 4月8日            |
| 第82回  | 4月6日         | 倉林紅                                      | ゴルフ                                                      | 4月29日           |
| 第83回  | 4月20日        | 西口直人                                    | 東北楽天ゴールデンイーグルス                                | 5月6日            |
| 第84回  | 4月27日        | 早坂来麗愛                                  | 仙台育英学園高等学校硬式テニス部                            | 5月13日           |
| 第85回  | 5月4日         | 田中将大                                    | 読売ジャイアンツ                                            | 5月27日           |
| 第86回  | 5月11日        | 佐々木里緒                                  | マイナビ仙台レディース                                      | 5月20日           |
| 第87回  | 5月18日        | 佐藤樹                                      | 早稲田大学硬式野球部                                        | 7月1日            |
| 第88回  | 5月25日        | 石川竜誠                                    | コルジャ仙台                                                | 6月3日            |
| 第89回  | 6月1日         | 石尾陸登                                    | ベガルタ仙台                                                | 6月10日           |
| 第90回  | 6月8日         | 中島大輔                                    | 東北楽天ゴールデンイーグルス                                | 6月17日           |
| 第91回  | 6月15日        | 横江竜司                                    | ロードレースレーサー                                        | 6月24日           |
| 第92回  | 6月22日        | 高橋昇太郎、谷地舘侑斗                      | 宮城県仙台第一高等学校ヨット部                              | 7月8日            |
| 第93回  | 6月29日        | 関口 結唯                                   | 宮城県仙台二華高等学校、アーチェリー                        | 7月15日           |
| 第94回  | 7月6日         | 小林心                                      | ベガルタ仙台                                                |                   |
| 第95回  | 7月13日        | 佐藤杏奈                                    | 東北福祉大学、デフボウリング                                | 7月22日           |
| 第96回  | 7月20日        | 加治屋蓮                                    | 東北楽天ゴールデンイーグルス                                | 7月29日           |
| 第97回  | 7月27日        | 西村光生                                    | アイリスオーヤマ・ローイングクラブ                          | 8月5日            |
| 第98回  | 8月3日         | 荒木駿太                                    | ベガルタ仙台                                                | 8月12日           |
| 第99回  | 8月10日        | 矢形海優                                    | マイナビ仙台レディース                                      |                   |
| 特別編  | 8月16日        | 「もう一度見たいヒーロー」数名、 佐藤駿一郎 | バレーボール男子日本代表                                    |                   |
| 第100回 | 8月17日        | 鵜澤飛羽                                    | 陸上競技、東京2025世界陸上男子200ｍ日本代表                 |                   |

- 放送終了後はTVer、TBS FREEにて全国で見逃し配信が1週間限定で視聴可能。